# VVB Saat und Pflanzgut

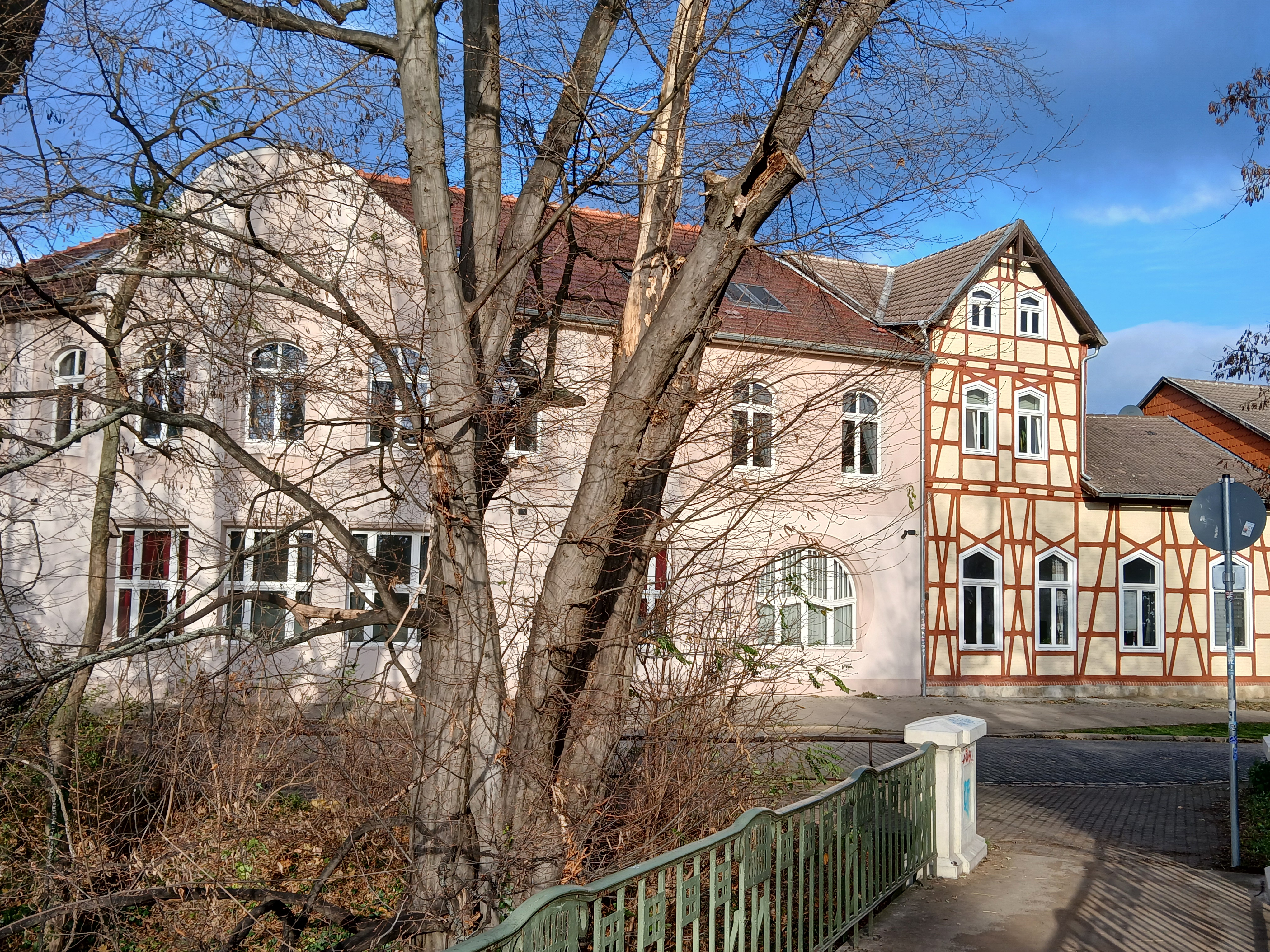
Sitz der Zentrale der VVB Saat- und Pflanzgut im ehemaligen Casino am Itschensteg in Quedlinburg

Die VVB Saat und Pflanzgut war eine Vereinigung Volkseigener Betriebe (VVB) in der ehemaligen DDR. Sie war die übergeordnete Leitungszentrale aller staatlichen Betriebe des landwirtschaftlichen Wirtschaftszweiges Saatgut und Pflanzgut. Das Aufgabenspektrum umfasste den gesamten Wirtschaftsprozess bei Saat- und Pflanzgut von landwirtschaftlichen und gärtnerischen Kulturpflanzenarten, beginnend von der Züchtung bis zu Produktion und Handel einschließlich dem Export. Generaldirektor war von 1958 bis 1988 Günter Koehler.

## Geschichte

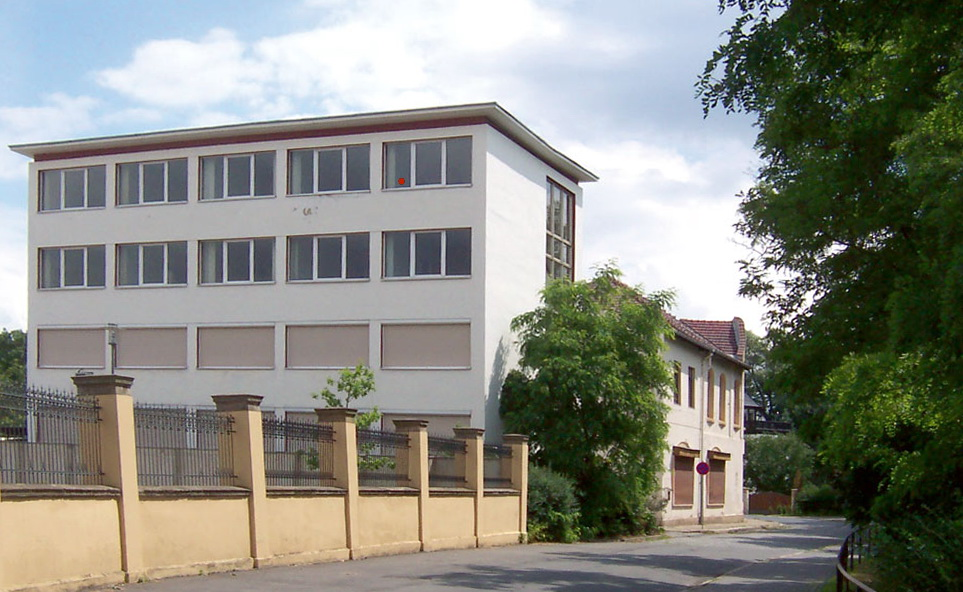
Neubau der VVB Saat- und Pflanzgut aus dem Jahre 1966

Die VVB Saat- und Pflanzgut wurde 1958 in Ost-Berlin gegründet und ging aus der Abteilung Saatzuchtgüter des Landwirtschaftsministeriums hervor. 1963 wurde der Sitz der VVB nach Quedlinburg verlagert. Quedlinburg war bereits seit über 200 Jahren das bedeutendste Saatzuchtzentrum Deutschlands mit einer Konzentration großer Spezialbetriebe.
In Quedlinburg hatte die Zentrale ihren Standort im ehemaligen „Casino am Itschensteg“, vor 1945 Blumensamenlager der Firma Gebrüder Dippe AG, nach 1945 Kulturhaus des VEG Saatzucht Quedlinburg. Ein Verwaltungsneubau entstand 1966. In ihm wurde u. a. der Direktionsbereich Züchtung und Forschung, sowie der Bereich Produktion und Absatz konzentriert. Am Standort Quedlinburg wurden nach 1967 ein modernes Organisations- und Rechenzentrum (ORZ) für die Einführung der Computertechnik in die betriebswirtschaftlichen Abläufe und in die Prozesse von Züchtung und Forschung gegründet. Auch ein Ingenieurbüro für die Saat- und Pflanzgutproduktion nahm seine Tätigkeit auf.
Ein eigens gegründeter VEB Zucht- und Versuchsfeld-Mechanisierung (ZVM) in Nordhausen entwickelte und baute in der DDR nicht verfügbare Spezialtechnik für die Zuchtstationen in Kleinserien.
Insgesamt waren in den Betrieben der VVB Saat- und Pflanzgut über 20.000 Mitarbeiter beschäftigt.

## Warenzeichen

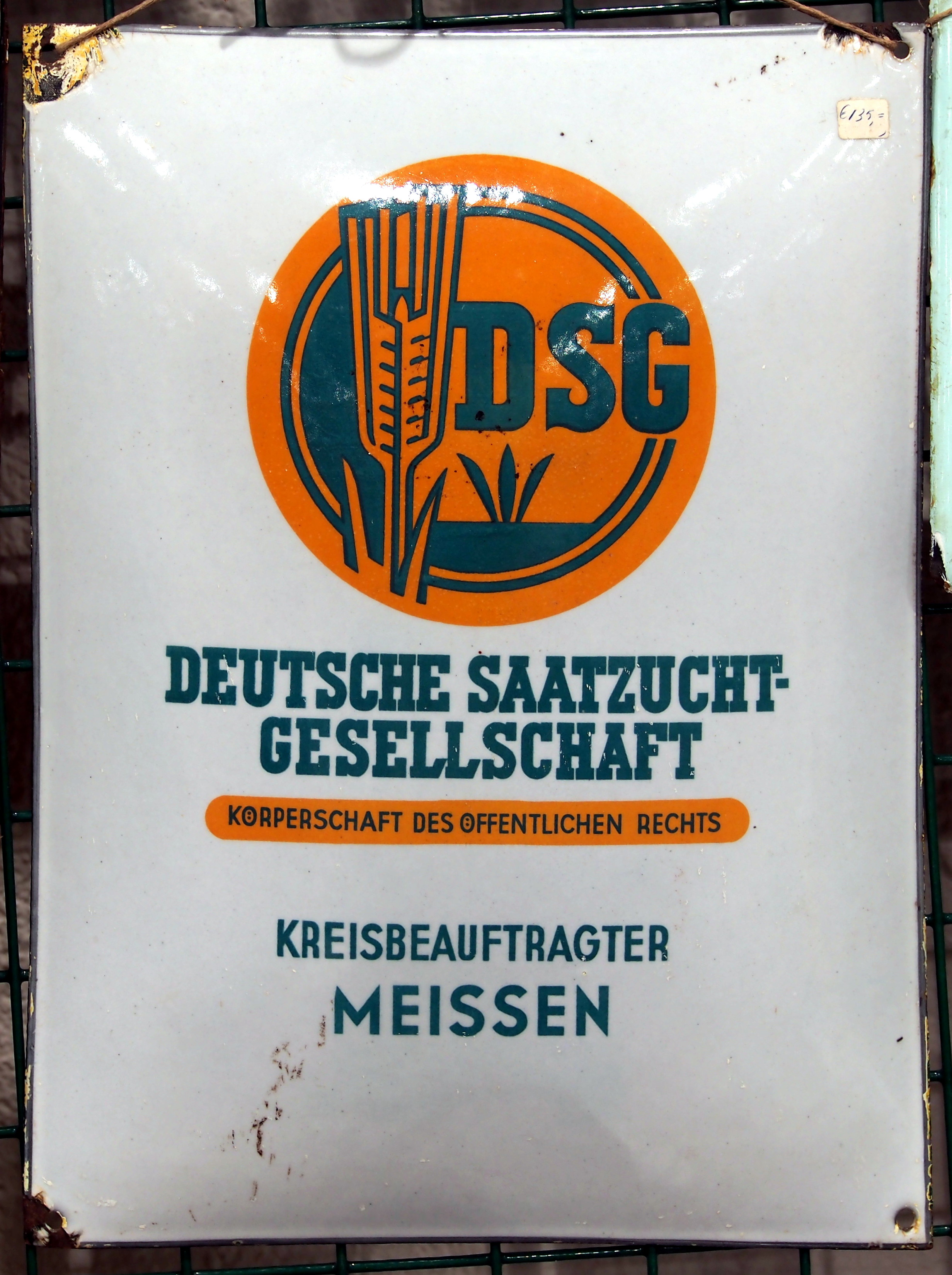
DSG Warenzeichen der VVB-Betriebe bis 1972

Die Betriebe der VVB Saat- und Pflanzgut firmierten von Anbeginn unter dem einheitlichen Warenzeichen der Deutschen Saatzucht Gesellschaft (DSG). Ab 1972 wurde daraus ein gleich gestaltetes, aber nun mit den Buchstaben VSB beschriftetes Warenzeichen (Vereinigte Saatgutbetriebe der DDR).

## Saatguthandelsbetriebe
Der VVB wurden nach der Gründung die damals bestehenden 79 DSG Saatgut-Handelsbetriebe zugeordnet. Daraus entstanden im Zuge der weiteren Konzentration und Spezialisierung in den einstigen Bezirken der DDR 14 DSG-Betriebe für landwirtschaftliches Saat- und Pflanzgut sowie je ein spezialisierter DSG-Betrieb für Zuckerrübensaatgut (in Kleinwanzleben), für gartenbauliches Saat- und Pflanzgut (in Quedlinburg). Diese Betriebe organisierten, mit ihren Filial-Betriebsteilen, in ihrem zuständigen Territorium die Saatgutproduktion in einer Vielzahl von Vermehrungsbetrieben. Sie reinigten und bereiteten das Saatgut anschließend verkaufsmäßig auf.
Schwerpunkte waren bei der Saatgutproduktion stets Getreide- und Futterpflanzensorten. bei der Pflanzgutproduktion Pflanzkartoffelsorten und bei der Gemüsesaatgutproduktion Hülsenfruchtsorten von Erbsen und Buschbohnen.
Über die Handelstätigkeit der Einzelbetriebe erfolgte eine DDR-weit nahezu vollständige Versorgung der landwirtschaftlichen und gärtnerischen Produktionsbetriebe sowie der Kleinstanbauer mit Saat- und Pflanzgut.
Ein DSG-Betrieb für Ex- und Import mit Sitz in Berlin war für das Auslandsgeschäft, dabei insbesondere auch für den internationalen Lizenzhandel zuständig.

## Züchtungs- und Saatgutproduktionsbetriebe
Der VVB Saat- und Pflanzgut waren mit ihrer Gründung 53 Volkseigene Güter (VEG Saatzucht) zugeordnet. Diese bestanden überwiegend aus landwirtschaftlichen Gütern, die mit der Bodenreform 1945 in der sowjetischen Besatzungszone enteignet worden waren und bereits zuvor schon auf die Züchtung und Produktion von Saat- und Pflanzgut spezialisiert waren. Die Zahl der zugeordneten VEG Saatzucht erhöhte sich nach 1964 bis auf 117. Diese VEG Saatzucht bewirtschafteten damit ca. 110.000 ha landwirtschaftlicher Nutzfläche. Dazu gehörten auch 57 Saatzuchtstationen mit etwa 4000 ha Zuchtgartenflächen. Diese Saatzuchtstationen mit über 2500 spezialisierten Mitarbeitern erfüllten Aufgaben der Neu- und Erhaltungszüchtung, des Versuchswesens und auch der Saatgutforschung.
In den 1980er Jahren wurde ein Teil dieser VEG Saatzucht gemeinsam mit benachbarten Betrieben in größere VEG Pflanzenproduktion überführt, die nun ebenfalls der VVB zugeordnet waren.

## Gärtnerische Spezialbetriebe für Züchtung und Vermehrung
Als gärtnerische Spezialbetriebe für Züchtung und Vermehrung entstanden aus einer Vielzahl, bereits vom Staat verwalteter, Vorläuferbetriebe um 1964 das VEG Saatzucht Zierpflanzen Erfurt und das VEG Saatzucht Baumschulen Dresden. Diese Betriebe verfügten DDR-weit über größerer Betriebsteile und diese Betriebsteile wurden schrittweise noch erheblich erweitert. So wurden z. B. im Betriebsteil Barth des VEG Saatzucht Zierpflanzen, einem spezialisierter Jungpflanzenbetrieb, über 20 ha Gewächshausflächen neu errichtet. Ebenfalls in Erfurt-Mittelhausen entstand ein großer neuer Gewächshauskomplex. Diese Betriebe hatten ebenfalls wichtige Aufgaben im Export zu erfüllen.
Das VEG Champignonzucht Dieskau und auch das bekannte VEG Weingut Radebeul wurden (auf Grund seiner Aufgaben bei der Erhaltungszüchtung und Vermehrung von Rebsorten) ebenfalls der VVB zugeordnet.

## Aus- und Weiterbildung
Die berufliche Ausbildung erfolgte in einigen, den größeren Saatzuchtgütern angeschlossenen, Betriebsberufsschulen. In ihnen konnte die Facharbeiterausbildung zum Agrotechniker-Mechanisator (Saatzucht) oder Gärtner erworben werden.
Die spezialisierte Agraringenieurschule Neugattersleben  und die Ingenieurschule für Zierpflanzenwirtschaft Bannewitz bei Dresden gehörten ebenfalls zur VVB und waren verantwortlich für die Aus- und Weiterbildung von Leitungspersonal für den gesamten Wirtschaftszweig.
Hochschulabsolventen wurden auf vertraglicher Basis an der Martin-Luther-Universität in Halle und der Humboldt-Universität in Berlin ausgebildet. Ein postgraduales Studium mit abschließender Prüfung zum Erhalt der Berufsbezeichnung „Saatzuchtleiter“ erfolgte ebenfalls auf der Grundlage von Vereinbarungen mit der Universität Halle.

## Übernahme weiterer ehemals halbstaatlicher Züchtungsbetriebe
Nach der zwangsweisen Verstaatlichung, bis dahin noch privat geführter Betriebe mit staatlicher Beteiligung, kamen 1972 eine weitere Zahl kleinerer und mittelständiger, auf Züchtung und Vermehrung spezialisierter Betriebe, zur VVB Saat- und Pflanzgut. Darunter so bekannte und namhafte Erfurter Züchtungsbetriebe wie N.L. Chrestensen, F.C. Heinemann und Kakteen-Haage, der erfolgreiche Dresdener Pelargonienzucht- und Exportbetrieb Wilhelm Elsner (PAC-Markenzeichen) oder der international renommierte Staudenzüchtungsbetrieb Karl Foerster in Potsdam.

## Wirtschaftliche Leistungsfähigkeit
Die VVB Saat- und Pflanzgut mit ihren konzernartigen Strukturen und der straffen Leitung der zugeordneten Betriebe war ein außerordentlich leistungsstarker  Wirtschaftsbereich innerhalb der Planwirtschaft der DDR. So konnten in den 1980er Jahren jährlich mehr als 200 Millionen Mark Reingewinn erwirtschaftet werden. Aus Saatgutexporten in über 50 Länder und zahlreichen Sorten-Lizenzvergaben wurden kontinuierlich umfangreiche Valuta-Einnahmen an den Staatshaushalt abgeführt.
Ab 1988 wurde aus der VVB Saat- und Pflanzgut, der allgemeinen Entwicklung in der DDR-Wirtschaft entsprechend, ein "Kombinat für Pflanzenzüchtung und Saatgutwirtschaft" gebildet. Die bereits vorhandenen Strukturen blieben dabei aber unverändert.
Das Kombinat für Pflanzenzüchtung und Saatgutwirtschaft war nicht nur eines der leistungsfähigsten DDR-Kombinate, sondern auch beispielgebend für die Saatgutorganisationen in den anderen sozialistischen Ländern.

## Auflösung, Privatisierung und Abwickelung der Einzelbetriebe
Mit der politischen Wende in der DDR erfolgte 1990, in Vorbereitung der Privatisierung des staatlichen Wirtschaftszweiges, die Umwandlung der VVB Saat- und Pflanzgut in eine Deutsche Saatzucht AG (DSG). In dieser DSG-AG waren weiterhin alle bisherigen staatlichen Saatgutproduktions- und Handelsbetriebe, nun als einzelne GmbH vereinigt. Für einige, der erst 1972 verstaatlichten, Betriebe erfolgte auch schon bald wieder eine Rückführung an die ehemaligen Besitzer.
Mit der weiteren schrittweisen Entflechtung, Privatisierung und auch Liquidierung der Einzelbetriebe durch die Treuhandanstalt wurde die Deutsche Saatzucht AG mit ihrer gesamten Struktur zerschlagen und erlosch 1999 endgültig.